# Demeure de Beaulieu
La demeure de Beaulieu est un château du XVIIe siècle situé dans la commune de Le Coudray-Macouard, en Maine-et-Loire.

## Histoire
Au XVIIe siècle, en sont propriétaires Marie Pidoux et Hilaire Reveillé.
La construction de l'actuel château remonte au XVIIIe siècle.
Elle a appartenu à la famille Répécaud (du Baut).